# Ноай
 Тази статия е за френския род.  За селището вижте Ноай (Нова Аквитания).  
Ноай (на френски: Noailles) е френски благороднически род.
Известен е от 1225 година и произхожда от Ноай в Лимузен. Представители на рода получават различни титли, сред които граф на Айен, херцог на Ноай, херцог на Муши и херцог на Поа.

## Известни представители
- Адриан Морис дьо Ноай (1678 – 1766), маршал на Франция
- Ан-Жул дьо Ноай (1650 – 1708), маршал на Франция
- Анна дьо Ноай (1876 – 1933), поетеса
- Луи дьо Ноай (1713 – 1793), маршал на Франция
- Луи-Антоан дьо Ноай (1651 – 1729), кардинал
- Филип дьо Ноай (1715 – 1794), маршал на Франция
- Шарл дьо Ноай (1891 – 1981), меценат